# Santamartalövletare
Santamartalövletare (Clibanornis rufipectus) är en fågel i familjen ugnfåglar inom ordningen tättingar.

## Utseende och läte
Santamartalövletaren är en 17–20 cm lång rödbrun tätting med få särskiljande drag. På ovansidan är den rödbrun på hjässa, nacke, rygg och vingovansidan. Örontäckarna är fint streckad eller fläckad i brunt. Strupen är kanelorange, övergående i ljust rostbrunt på buken. Stjärten är kastanjebrun. Den dolkformade näbben är ljusgrå, benen likaså och runt ögat syns en smal ögonring. Sången består av en serie med fyra till sex liknande ekande toner. Bland lätena hörs spinnande ljud och fraser med tre till fyra toner.

## Utbredning och systematik
Fågeln förekommer enbart i Santa Marta-bergen i nordöstra Colombia. Den behandlas som monotypisk, det vill säga att den inte delas in i några underarter.

### Släktestillhörighet
Tidigare placerades arten i Automolus, men DNA-studier visar att den står nära bambukryparen (Clibanornis dendrocolaptoides) och har därmed flyttats till släktet Clibanornis.

## Status och hot

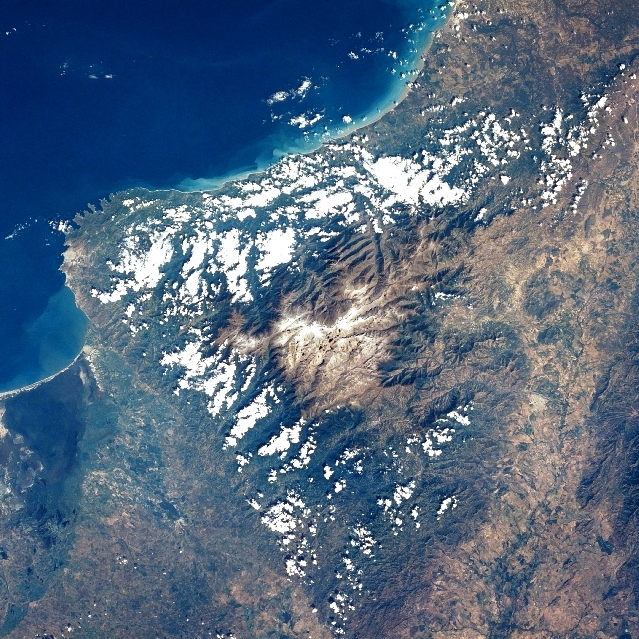
Flygbild över Sierra Nevada de Santa Marta.

Santamartalövletaren har ett litet utbredningsområde och en liten världspopulation bestående av uppskattningsvis endast 9 300–13 100 vuxna individer. Den tros också minska i antal till följd av habitatförlust. Fågeln är därför upptagen på internationella naturvårdsunionen IUCN:s röda lista över hotade arter, kategoriserad som sårbar (VU).